# ألكسندرا بوخ
ألكسندرا بوخ (بالألمانية: Alexandra Buch)‏ هي فنانة الدفاع عن النفس ألمانية، ولدت في 26 نوفمبر 1979 في هامبورغ في ألمانيا.

## وصلات خارجية
- ألكسندرا بوخ على موقع شيردوغ (الإنجليزية)